# Oonops chickeringi
Oonops chickeringi là một loài nhện trong họ Oonopidae.
Loài này thuộc chi Oonops. Oonops chickeringi được miêu tả năm 1974 bởi Brignoli.